# Kisi archaikus szövegek

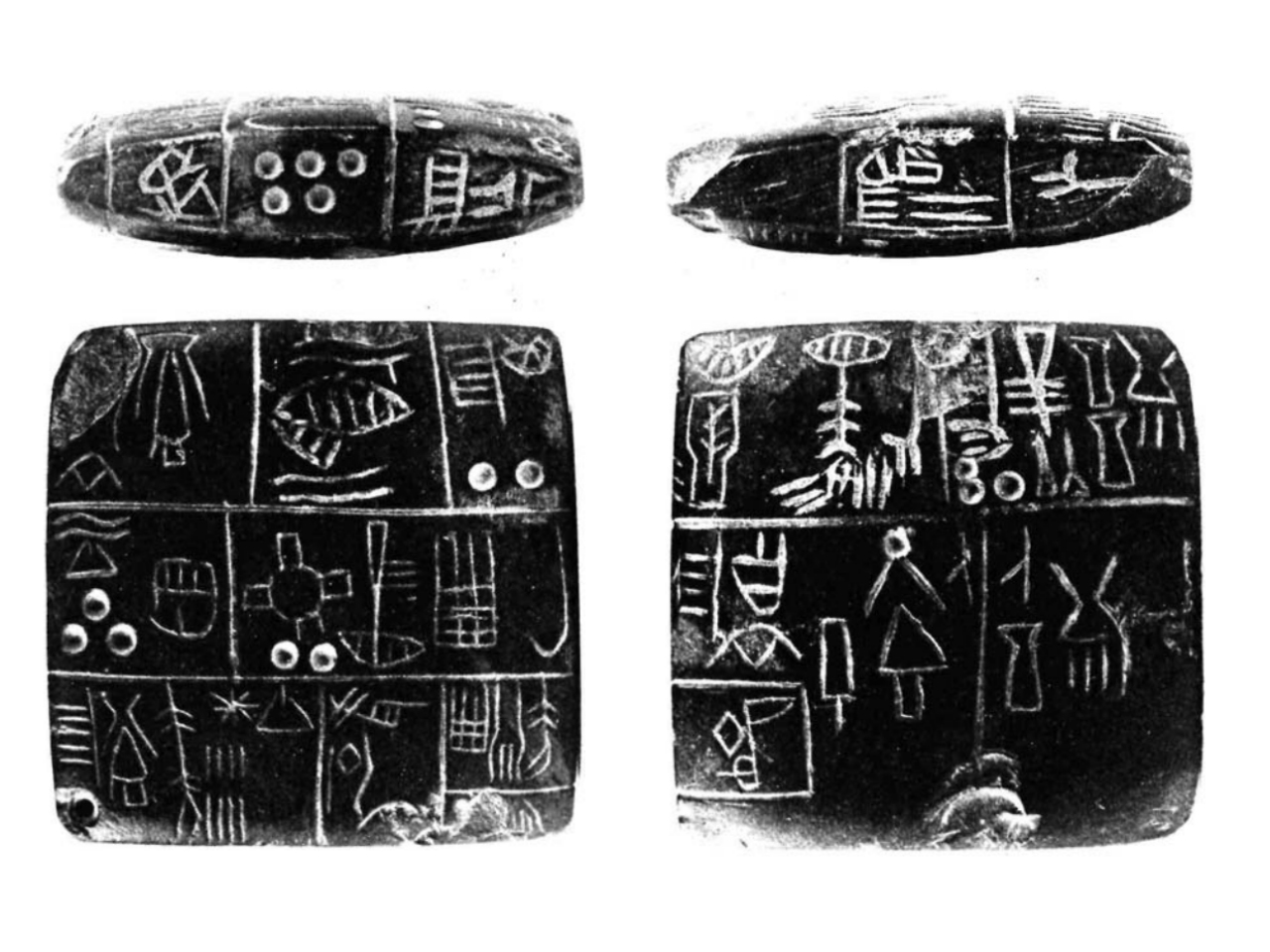
Sumer kőtáblák archaikus feliratokkal

A kisi archaikus szövegek a legkorábbi mezopotámiai írássfejlődés fontos leletei. A három legnagyobb lelőhely egyikéből, Kis városából kerültek elő. A feliratok nagyjából egyidősek az uruki archaikus szövegekkel, az i. e. 4. évezred közepétől az i. e. 3. évezred elejéig keletkeztek. Ez az Uruk IV, Uruk III és Dzsemdet Naszr kultúrrétegeknek felel meg (i. e. 3500–2900).
A kisi leletek datálása problémás, mivel a több ezerből a legtöbb darab nem saját összefüggéseiben maradt fenn, hanem áthalmozva, rétegtanilag datálhatatlanul. Ezeket Stephen Langdon 1923–1933 között tárta fel, ma az oxfordi Ashmolean Museumban találhatók. Az i. e. 3500-as keltezés a lehető legkorábbi dátum.
Az íráskép gyakorlatilag azonos az uruki írással, az írás kialakulásának helye nem határozható meg. A korpusz legkorábbi darabjai még tisztán képírásosak, míg a sorozat végén már egyszerűsödött rajzolatú proto-ékírásról lehet beszélni, közöttük pedig a szójelek és szótagjelek kialakulásának folyamata látható. Az írásjelek fejlődése alapján lehet tipológiát felállítani, az egyes leletek relatív korát ebből lehet meghatározni. A feliratok készítőiben egyes szakértők már a sumereket látják, mások szerint a korszak végén népességcsere volt és ekkor még egy meghatározhatatlan presumer népesség élt itt. Az írás ebben a kérdésben nem ad megoldást, mivel nyelvi elemek – amelyek alapján a beszélt nyelvről következtetéseket lehetne levonni – csak a legkésőbbi, fejlettebb változatokban tűnnek fel. Az ezredforduló körüli nyelvi jellegzetességek is kérdéses eredetűek.